# Anaxibios
Anaxibios (altgriechisch Ἀναξίβιος; † 388 v. Chr.) war ein spartanischer Harmost und Admiral (Nauarch).

## Leben
Anaxabios befehligte 400 v. Chr. als Nauarch bei Byzantion in Kleinasien, als die Reste der zehntausend griechischen Söldner, die vom persischen Prinzen  Kyros dem Jüngeren angeworben worden waren, in Trapezus am Pontos Euxeinos (heute Schwarzes Meer) eintrafen. Diese schickten ihren Feldherrn Cheirisophos zu Anaxibios, der ihnen eine ausreichende Anzahl an Schiffen zur Verfügung stellen sollte, mit denen sie nach Griechenland übersetzen könnten. Als Cheirosophos jedoch wieder mit den mittlerweile nach Sinope weitergezogenen Griechen zusammentraf, konnte er ihnen nur das Versprechen des Anaxibios übermitteln, dass sie eine Anstellung und Lohn erhielten, sobald sie die Gegend am Schwarzen Meer verlassen hätten. Der persische Statthalter Pharnabazos, der den Abzug des Söldnerheers aus seiner Satrapie wünschte, bestach Anaxibios, damit er die unterdessen in Chrysopolis am asiatischen Ufer des Bosporus eingetroffenen Griechen durch Aussicht auf Sold nach Byzantion lockte. Nach ihrer Ankunft in dieser Stadt versuchte Anaxibios sie ohne die versprochene Soldzahlung weiterzuschicken, woraufhin es zum Kampf kam. Anaxibios musste auf die Akropolis flüchten, und erst die mahnenden Worte des Heerführers der Griechen, Xenophon, beruhigten die Situation.
Bald danach verließen die meisten Griechen unter dem Kommando des Abenteurer Koiratades die Stadt. Daraufhin erließ Anaxibios eine Proklamation, alle noch in Byzantion anwesenden Soldaten des Kyros als Sklaven zu verkaufen. Diese Anordnung wurde vom neuen spartanischen Harmosten Aristarchos durchgeführt. Anaxibios wurde kurz darauf, gegen Ende des Jahres 400 v. Chr., in seinem Kommando abgelöst. Sein Verhältnis zu Pharnabazos hatte sich verschlechtert, da er sich von diesem vernachlässigt fühlte. Er versuchte sich an ihm zu rächen, indem er Xenophon beredete, mit seinem Griechenheer in Pharnabazos’ Satrapie einzufallen. Nur die Drohungen des Aristarchos verhinderten die Ausführung der geplanten Expedition.
Ende 389 v. Chr. wurde Anaxibios als Harmost nach Abydos geschickt, um dort Derkylidas abzulösen. Er sollte den steigenden Erfolgen Athens am Hellespont Einhalt gebieten und die spartanische Position in der nördlichen Ägäis gegen Athen absichern. Auf seinem neuen Posten agierte er zunächst einige Zeit für Sparta erfolgreich. Als er aber 388 v. Chr. von der Stadt Antandros – die er nach ihrem Versprechen, sich ihm anzuschließen, in Besitz hatte nehmen wollen – am Rückweg nach Abydos begriffen war, wurde er durch den athenischen Feldherrn Iphikrates abgefangen. Er geriet in einen Hinterhalt der Athener und merkte, dass er seine Niederlage nicht vermeiden konnte. Daraufhin befahl er seinen Soldaten, sich nach Möglichkeit zu retten, während er selbst mit einer kleinen Gruppe seiner Männer den Kampf aufnahm und dabei fiel.